# Уайтсайдс, Джордж
Джордж Макклелланд Уайтсайдс (англ. George McClelland Whitesides; род. 3 августа 1939, Луисвилл, США) — американский учёный-химик. Труды в основном посвящены ЯМР-спектроскопии, металлоорганической химии, микротехнологии, микрогидродинамике, нанотехнологии. Лауреат многих престижных наград и премий.
Член Национальной академии наук США (1978), Американской академии искусств и наук, иностранный член Нидерландской королевской академии наук (с 2002 года) и Французской академии наук (с 2009 года).
В 1960 году получил степень бакалавра в колледже Гарвардского университета, в 1964 году получил степень доктора философии по химии в Калифорнийском технологическом институте. В 1963—1982 годах работал в Массачусетском технологическом институте. С 1982 года работает в Гарвардском университете.
Является 5-м наиболее цитируемым химиком за период с 1981 по 1997 год (впереди него Эдриан Бакс, Джон Попл, Пол фон Рагу Шлейер и Рихард Эрнст), 1-м наиболее цитируемым химиком за период с 1992 по 2002 год и 3-м наиболее цитируемым химиком за период с 2000 по 2010 год (впереди него Чад Миркин и Омар Ягхи). В 2011 году был самым цитируемым из ныне живущих химиков (индекс Хирша = 169).

## Награды и премии
- 1995 — Премия имени Артура Коупа
- 1998 — Национальная научная медаль США
- 2003 — Премия Киото
- 2004 — Премия Парацельса[нем.]
- 2004 — Премия Диксона
- 2004 — Gabbay Award[англ.] одноимённого фонда
- 2005 — Премия Дэна Дэвида
- 2005 — Премия Лайнуса Полинга
- 2007 — Медаль Пристли
- 2008 — Премия принца Астурийского
- 2009 — Дрейфусовская премия по химическим наукам[англ.]
- 2009 — Медаль Бенджамина Франклина
- 2011 — Медаль Ф. А. Коттона[нем.]
- 2011 — Международная премия короля Фейсала
- 2013 — IRI Medal[англ.]
- 2015 — Edward Mack, Jr. Lecture, Университет штата Огайо
- 2016 — Эрстедовская лекция